# Гусев, Борис Петрович
Бори́с Петро́вич Гу́сев (род. 17 марта 1963, Рига) — российский художник.

## Биография
Работал инженером на Рижском опытном заводе технологической оснастки, в цехе № 1
Позже работал по различным специальностям в Краснодарском крае, в Москве, был алтарником в храме Всех Святых в Риге, служил художником и актером в театре-студии «АВ OVO» (Юрмала). В этот период познакомился со своей будущей женой и женился в 1988 году, переехав в Москву окончательно стал художником. Первая персональная выставка прошла в Кремлёвском дворце съездов, в ноябре-декабре 1991 года. На сегодняшний день прошло более сорока персональных выставок в России и за рубежом.
С 1988 г. живёт и работает в Москве. Персональные выставки начиная с 1991 г., в том числе в Центральном доме художника, Зверевском центре современного искусства, Самарском областном историко-краеведческом музее, Ростовский областной музей изобразительных искусств, ART-Торонто, ARTRUSSIAFAIR 2020-2024, галерея "Краски жизни" г. Санкт-Петербург, галерея FEDINI и др. 
В 1997 году совместно с Эдуардом Лимоновым создали рекламное бюро "100 лимонов". Для рекламы стоматологической компании была выпущена открытка "Россия должна быть с зубами!". Также был издан альбом "Лимонов в фотографиях" и др.
По словам Эдуарда Лимонова, сделавшего с Гусевым несколько совместных проектов,

Лучшее определение, какое возможно найти для Бориса Гусева — радостный художник. Пышный, радостный, чрезмерный, счастливый мастер и человек. Каждый день Гусева — его лучший день. Так же чрезмерны, счастливы, пышны и радостны и его холсты. Праздник жизни, созданный из диковинных птиц, цветов, частей женских тел, форм, не имеющих названия — таков живописный мир Гусева. Всякая его картина — феерия.

В год у него проходило не менее 2-3 выставок в ЦДХ и на различных площадках Москвы.
Дважды жил в США, где у него проходили выставки.
В 2007—2008 годах у Бориса Гусева была мастерская в Басманном районе на Посланниковом переулке.